# Tông sắc của Gniezno
Ex commisso nobis, thường được gọi là Bull of Gniezno, là một tông sắc được ban hành vào ngày 7 tháng 7 năm 1136 bởi Giáo hoàng Innocent II. Tông sắc tách Tòa Giám mục Gniezno ra khỏi Tổng Giám mục Magdeburg. Từ góc độ lịch sử, tông sắc đặc biệt quan trọng vì nó chứa bản ghi chép sớm nhất của ngôn ngữ Ba Lan. Học giả ngôn ngữ Slavic Aleksander Brückner gọi tài liệu này là "złota bulla języka polskiego" (tông sắc vàng của ngôn ngữ Ba Lan).

## Bối cảnh lịch sử
Cuộc bầu cử Giáo hoàng Innocent II vào năm 1130 đã thúc đẩy một sự ly giáo trong Giáo hội Công giáo La Mã. Nhà thờ Ba Lan ủng hộ việc bổ nhiệm Antipope Anacletus II, trong khi Saint Norbert của Xanten, Tổng giám mục Magdeburg, vẫn trung thành với Innocent. Trong những năm cuối của Norbert, ông là thủ tướng và cố vấn cho Lothair II, Hoàng đế La Mã thần thánh, và thuyết phục ông lãnh đạo một đội quân đến Rome để khôi phục lại Innocent cho giáo hoàng vào năm 1133.
Sau cái chết của Norbert, Lothair gây áp lực cho Innocent bằng cách ban hành lệnh từ chối sự độc lập và thẩm quyền của Tổng Giám mục Gniezno, và khẳng định quyền lực của Tổng Giám mục Magdeburg đối với Tổng giáo phận Gniezno và, theo mặc định, toàn bộ nhà thờ Ba Lan. Kết quả là, các vị linh mục Ba Lan đã thề trung thành với Antipope.
Vào tháng 8 năm 1135, để đổi lấy sự độc lập của giám mục Ba Lan, Bolesław III Wrymouth, Công tước Ba Lan, đã tuyên bố mình là chư hầu của Hoàng đế Lothair và đồng ý tỏ lòng tôn kính với Đế chế La Mã thần thánh. Vào ngày 7 tháng 7 năm 1136, Giáo hoàng Innocent đã duy trì sự độc lập của nhà thờ Ba Lan khỏi Tổng giáo phận Magdeburg trong một tông sắc mang tên Ex commisso nobis.

## Trong thế kỷ XX
Trong Thế chiến II, các tài liệu lưu trữ của tổng giáo phận ở Gniezno đã bị Đức quốc xã cướp bóc, và tông sắc cùng với nhiều đồ tạo tác khác, đã được chuyển về phía Tây về phía Đức. Tuy nhiên, Đức quốc xã đã bị quân đội Liên Xô chặn lại và tông sắc đã được đưa đến Moscow. Tài liệu vẫn ở thủ đô Nga trong năm mươi năm trước khi được trả lại cho Gniezno.
Khi tài liệu trở về, Thư viện Quốc gia Ba Lan đã thực hiện một loạt các thử nghiệm về tông sắc dưới quyền của Giáo sư Andrzej Wyczański. Các nhà khoa học phát hiện ra rằng khi nhìn dưới ánh sáng cực tím, tài liệu cho thấy dấu vết của văn bản bị rửa trôi khác nhau. Do thiếu các cơ sở thử nghiệm đầy đủ, Thư viện đã từ bỏ các nỗ lực nghiên cứu tiếp theo, chưa được thực hiện lại kể từ đó.